# Tuba romana

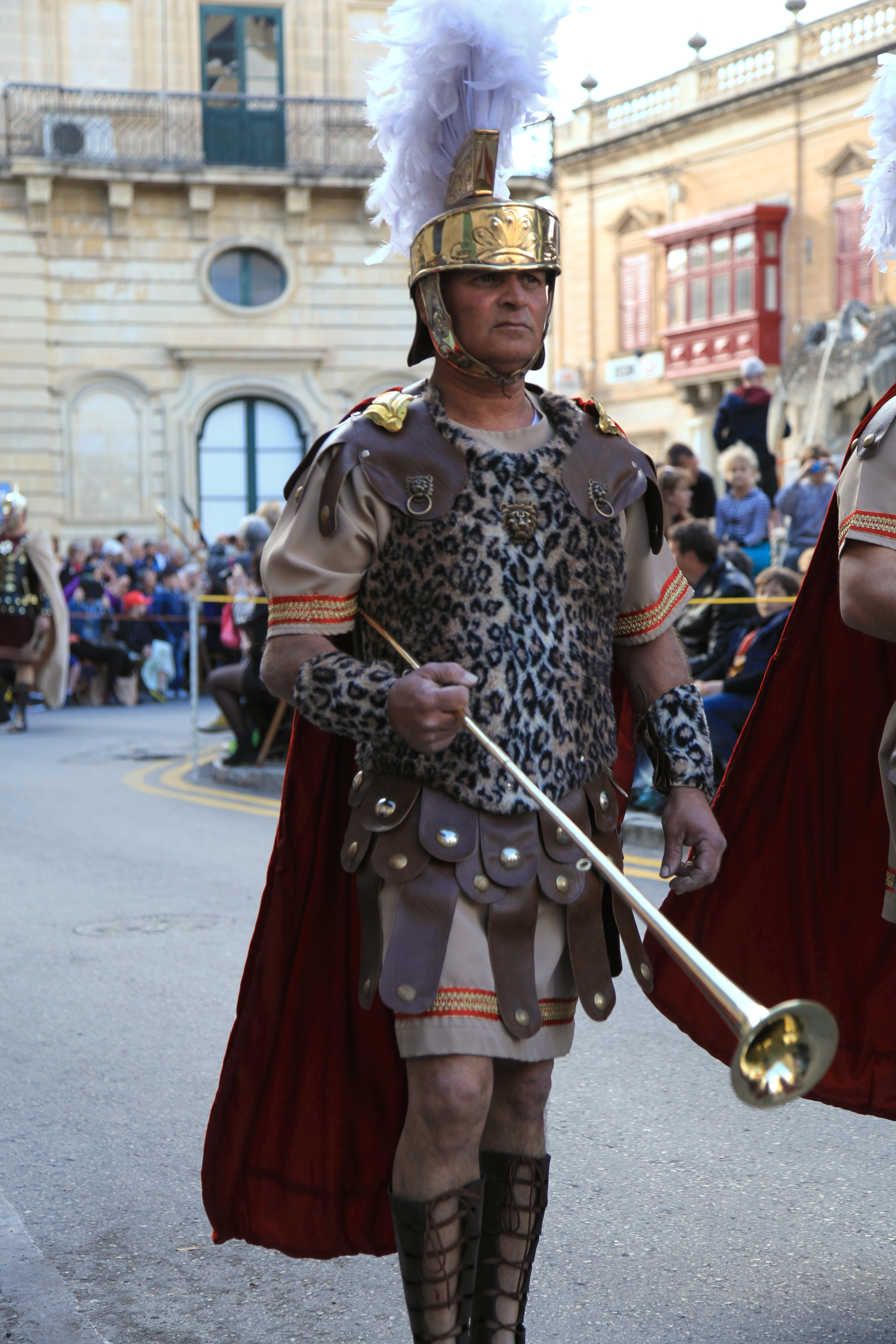
Recreación histórica de un tubicen.

La tuba romana (del latín tubus, que significa "tubo") era un instrumento de viento metal de la Antigua Roma que se utilizaba como trompeta para dar señales militares. Se trata de un instrumento bastante diferente de la tuba moderna. La tuba se empezó a fabricar alrededor del 500 a. C. Aunque es similar al salpinx griego, el origen de la tuba romana proviene de la civilización etrusca.

## Descripción
El instrumento consistía en un cilindro recto fabricado en bronce, latón o menos frecuentemente en hierro o marfil.  El tubo medía aproximadamente entre 1,2 y 1,5 metros de longitud. Se tocaba con una boquilla desmontable y en el extremo por el que salía el aire se ensanchaba presentando un final acampanado. Por la forma recta del tubo se asemeja al lituus y contrasta con la de otros aerófonos romanos como la buccina o cornu, que se parecían más a la tuba moderna al curvarse alrededor del cuerpo del instrumento. Varias referencias clásicas al instrumento como terribilis o rauca sugieren que su sonido debe haber sido más estridente que el de la trompeta moderna.
Su origen se encuentra probablemente en la civilización etrusca, ya que autores como Diodoro atribuyen la invención de los cuernos y trompetas a los etruscos. Es similar al salpinx griego. Mide aproximadamente 1,2 m de longitud, se solía hacer de bronce, y era tocada con un hueso desmontable a modo de boquilla.
La forma recta del tubo se mantuvo durante la época medieval hasta el 1400, fecha a partir de la cual el tubo empezó a ser doblado alrededor del cuerpo del instrumento.

## Usos
En las representaciones pictóricas etruscas la tuba aparece con otros instrumentos de viento metal como el cornu y el lituus como instrumento para procesiones solemnes en funerales, ceremonias cívicas religiosas y triunfos militares.
Los romanos utilizaron la tuba para estos y otros fines, tal y como demuestra una rica colección de evidencias iconográficas y literarias. Aunque la tuba no se utilizó con tanta frecuencia en la música de culto como la tibia o la lira, ocupó allí un lugar destacado e incluso privilegiado. Sus ejecutantes, los tubicines sacrorum populi romani, llegaron a disfrutar del rango de sacerdotes en la época imperial siendo una profesión muy respetada. Cada año, el 23 de marzo y el 23 de mayo, tenía lugar una ceremonia llamada tubilustrium en la que se bendecían las trompetas utilizadas en ocasiones de culto, estatales y militares.
La función militar de este instrumento predominaba sobre el resto. Al igual que otros aerófonos romanos, se empleaba para emitir señales militares y fue asignada a la infantería (Vegetius, Epitoma rei militaris, II). Más concretamente, la tuba acompañaba la marcha, sonaba en el ataque así como en la retirada y se unía al cornu en el fragor de la batalla donde su función era tanto inspirar a los romanos como infundir miedo al enemigo.
El escritor de la Antigua Roma, Vegetius en su obra De Re Militari escribió sobre los aspectos musicales de la legión romana:

«La música de la legión consiste en las tubae, los cornua y las buccinae. La tuba toca para indicar la carga y la retirada. Los cornua se utilizan sólo para regular los movimientos de los colores; las tubae se emplean para pedir a los soldados que salgan a cualquier trabajo sin los colores; pero en el momento de la batalla, las tubae y los cornua suenan juntos. El classicum, que es un sonido particular de la buccina o del cornu, es apropiado para el comandante en jefe y se utiliza en presencia del general, o en la ejecución de un soldado, como marca de que lo que se hace es por su autoridad. La guardia ordinaria y los puestos avanzados son montados y relevados siempre con el sonido de la tuba, que también dirige los movimientos de los soldados en misiones y los días de maniobras. Los cornua suenan siempre que los colores deban permanecer parados o plantados. Estas reglas se deben observar puntualmente en todos los ejercicios y revistas de modo que los soldados puedan estar listos para obedecerlos sin vacilación en la batalla conforme a las órdenes del general para cargar o para parar, para perseguir al enemigo o para retirarse. Por tanto nos convence de que lo que es necesario que se realice en el fragor de la batalla debe ser practicado constantemente en el ocio de la paz.»

## Galería de imágenes

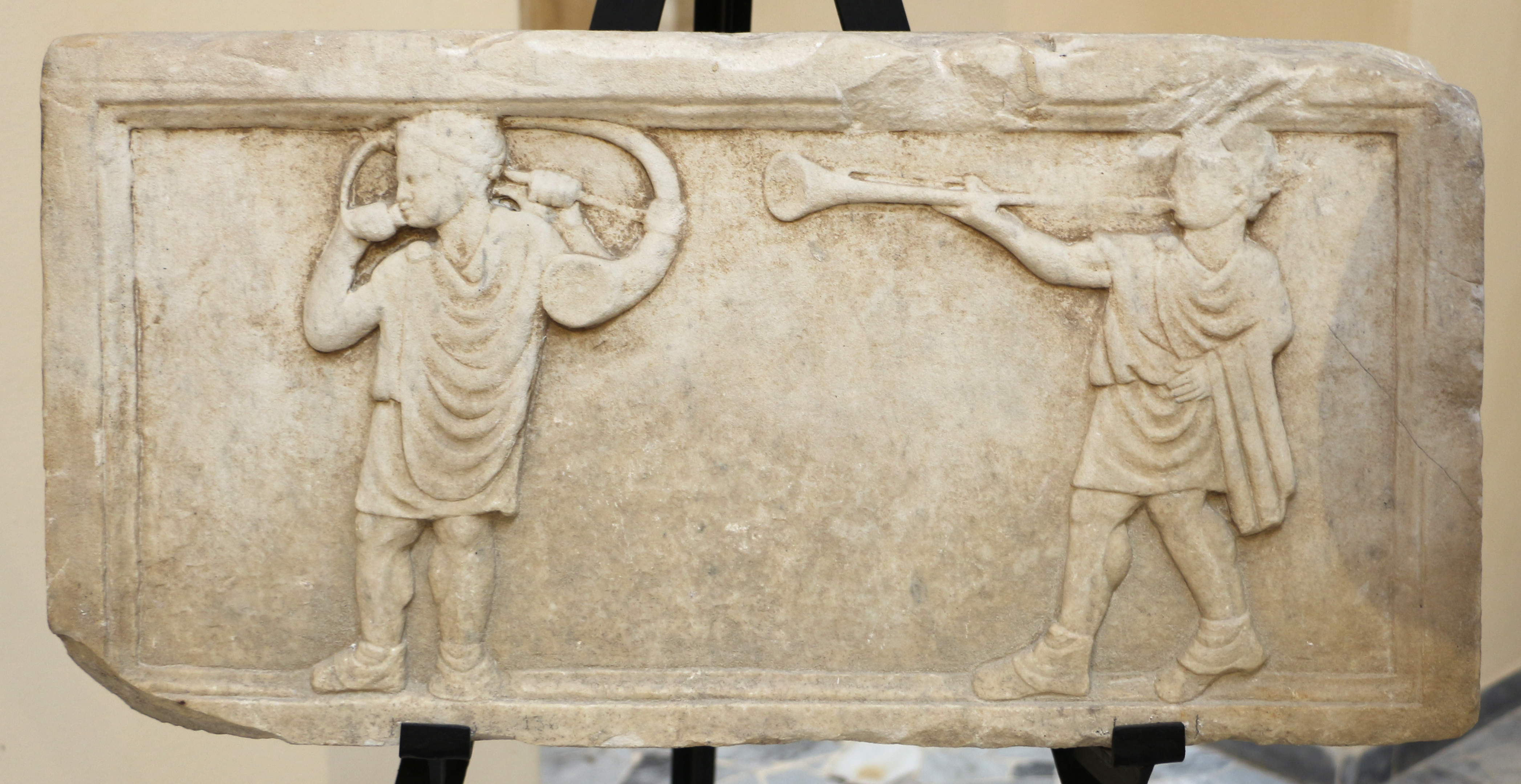
Cornu (izquierda) y tuba (derecha) romanos en un relieve del Museo Ostiense, Ostia Antica, Italia.
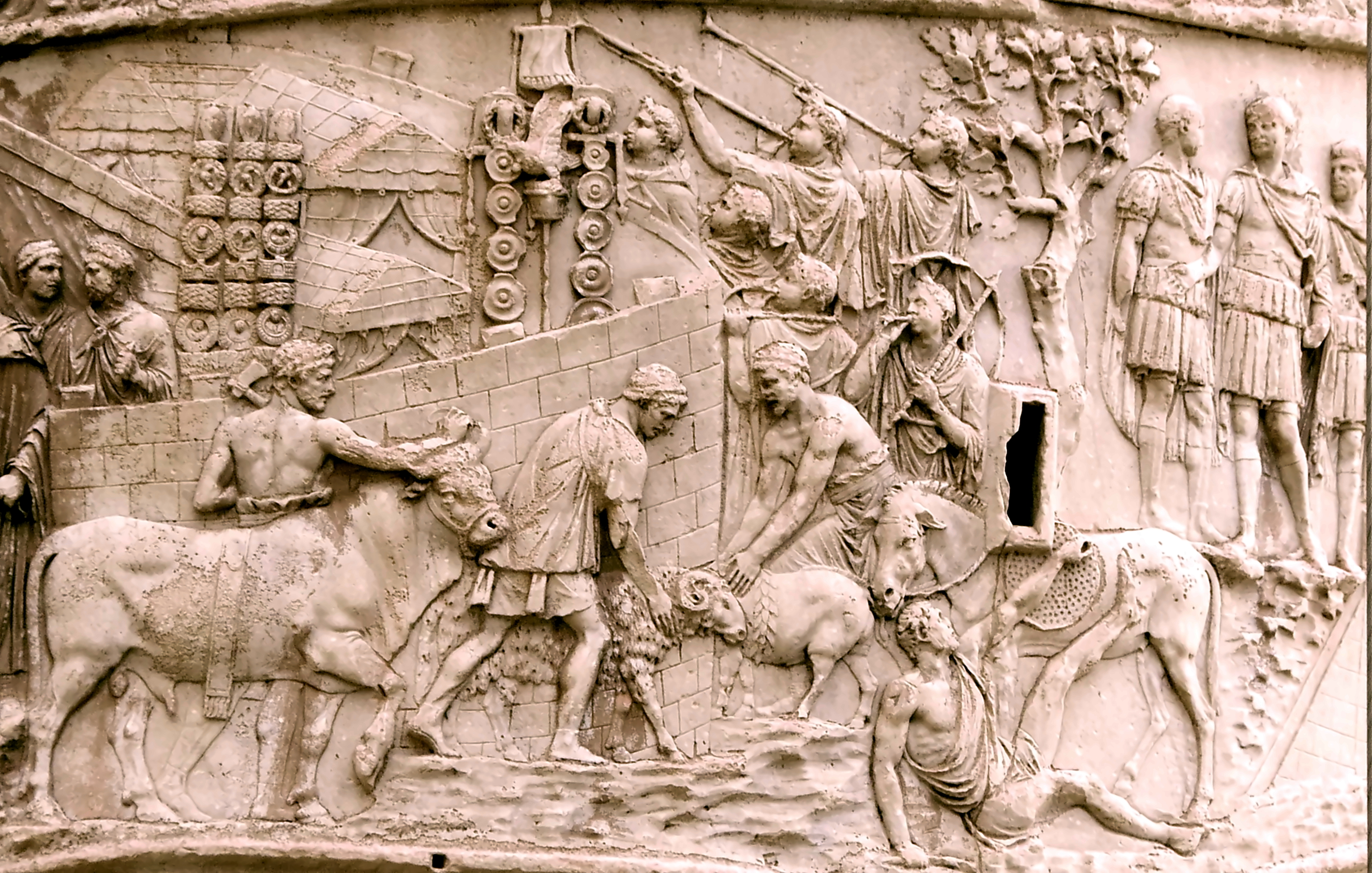
Tubicen esculpido en la Columna de Trajano, Roma (s. II d. C.)
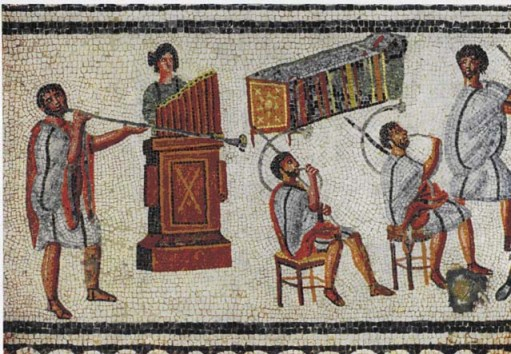
Tuba, hydraulis y 2 cornua (de izquierda a derecha) en el Mosaico de Zliten, Libia (s. II d. C.)
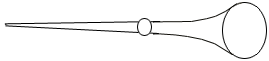
Tuba romana (boceto)
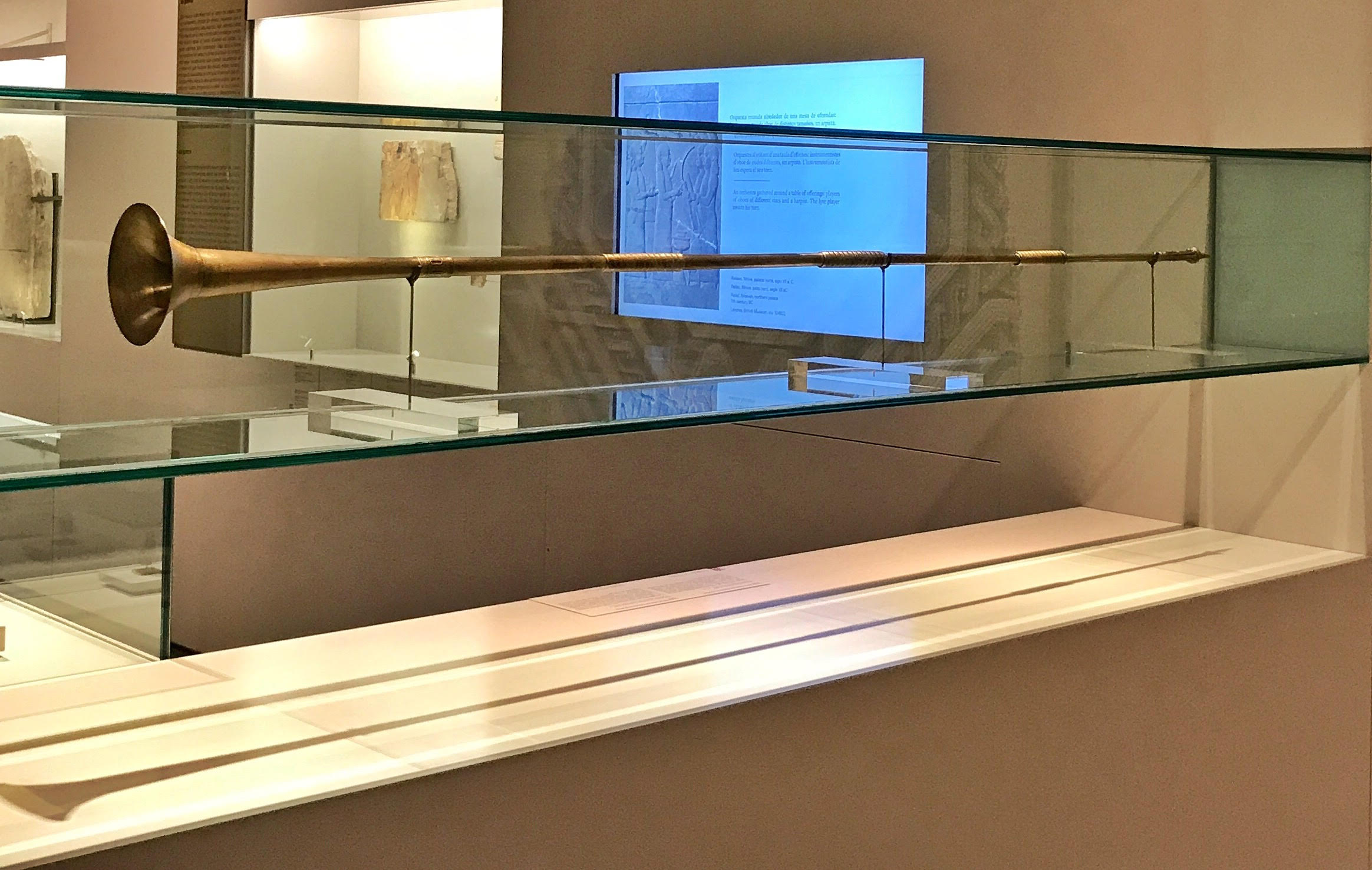
Reconstrucción de tuba romana en "Músicas de la Antigüedad" comisariada por el Museo del Louvre.

## Discografía
- 1996 – Music of Ancient Rome, Vol. I. Wind Instruments. Synaulia. Florence. (Amiata ARNR 1396).[9]